# Port lotniczy Vila Real
Port lotniczy Vila Real – port lotniczy położony w mieście Vila Real (Portugalia). Obsługuje połączenia krajowe.

## Linie lotnicze i połączenia
| Linia Lotnicza | Kierunek                                    |
| -------------- | ------------------------------------------- |
| Sevenair       | 1. Bragança 2. Cascais 3. Portimão 4. Viseu |